# Выпча
Выпча — река в Мурманской области России. Протекает по территории Терского района. Впадает в губу Варничная Белого моря.
Длина реки составляет 6,5 км. Площадь бассейна 161 км².
Берёт начало в озере Верхнее Выпчозеро на высоте 12,1 м над уровнем моря. Протекает по лесной, болотистой местности. Порожиста. Проходит через озеро Нижнее Выпчозеро. Впадает в губу Варничная Кандалакшского залива Белого моря. Населённых пунктов на реке нет. Через реку перекинут мост на автодороге Умба—Варзуга.

## Данные водного реестра
По данным государственного водного реестра России относится к Баренцево-Беломорскому бассейновому округу, водохозяйственный участок реки — реки бассейна Белого моря от западной границы бассейна реки Йоканга (мыс Святой Нос) до восточной границы бассейна реки Нива, без реки Поной. Речной бассейн реки — бассейны рек Кольского полуострова и Карелии.
Код объекта в государственном водном реестре — 02020000212101000008612.